# Грей, Майкл (футболист)
Майкл Грей (англ. Michael Gray; 3 августа 1974, Сандерленд, Англия) — английский футболист, выступавший на позиции защитника и полузащитника.

## Карьера
Майкл — воспитанник клуба «Манчестер Юнайтед». Он был игроком его академии, будучи школьником, но, в итоге, подписал контракт с небольшим клубом «Фэтфилд Джуниорс», играющем в молодёжной лиге Хэттон. Через 18 месяцев он подписал контракт с «Сандерлендом» в качестве юниора. Вскоре, после своего восемнадцатилетия Грей стал игроком первой команды в начале сезона 1992/93. Защитник дебютировал за «чёрных котов» (одно из прозвищ «Сандерленда») 21 ноября 1992 года, в первом дивизионе (первом сезоне, после создания новой Премьер-лиги) в победном матче (1:0) c «Дерби Каунти».